# Benrath
Benrath è un quartiere (Stadtteil) della città tedesca di Düsseldorf, appartenente al distretto 9.